# 山上吉五郎
山上 吉五郎（やまかみ きちごろう、1850年4月〈嘉永3年3月〉 - 没年不明）は、日本の実業家、商人（皮革商）。

## 経歴
武蔵国多摩郡下壱分方村（後の東京都南多摩郡元八王子村、現・東京都八王子市泉町）生まれ。佐兵衛の四男。16歳の時に出て7年間鼈甲製造業者の徒弟となり、その業を学ぶ。1日の業務は夥しく水汲みより掃除小間使に至る迄終日一寸の暇はなかった。
1884年、鼈甲製造店を辞して独力工場を府下北豊島郡三河島村に設立して製革業を創め盛んにその販売を開始する。米国、仏国等に輸出する盛大な店となる。また赤十字社特別社員、衛生組合幹事、革業同業組合理事である。

## 人物
住所は浅草聖天町。